# Traktat wersalski

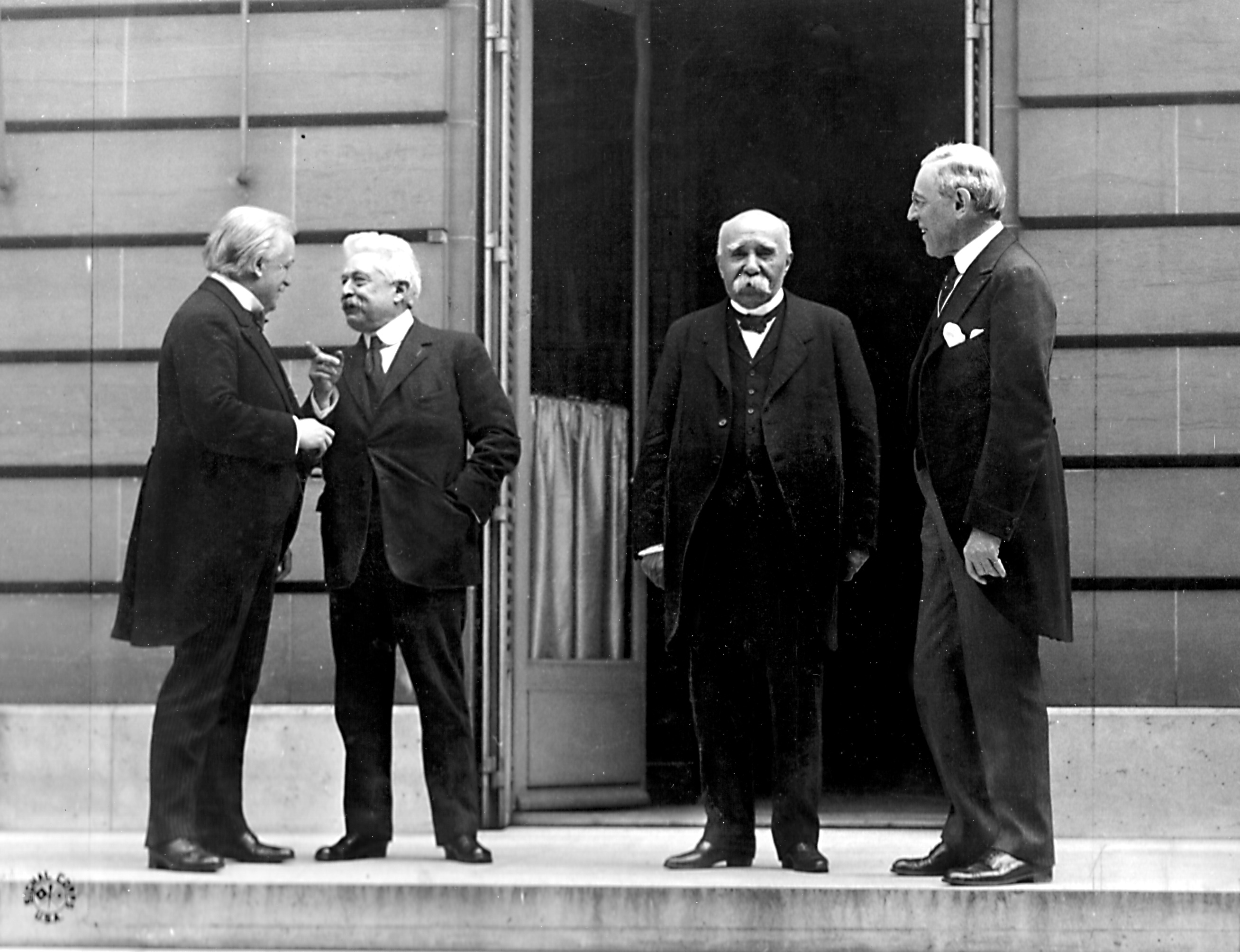
Wielka czwórka – Lloyd George, Orlando, Clemenceau i Wilson

Ostateczne straty terytorialne Niemiec w wyniku traktatu wersalskiego. Mapa nie uwzględnia obszarów terytoriów plebiscytowych i zdemilitaryzowanej strefy Nadrenii, które pozostały w granicach Republiki Weimarskiej

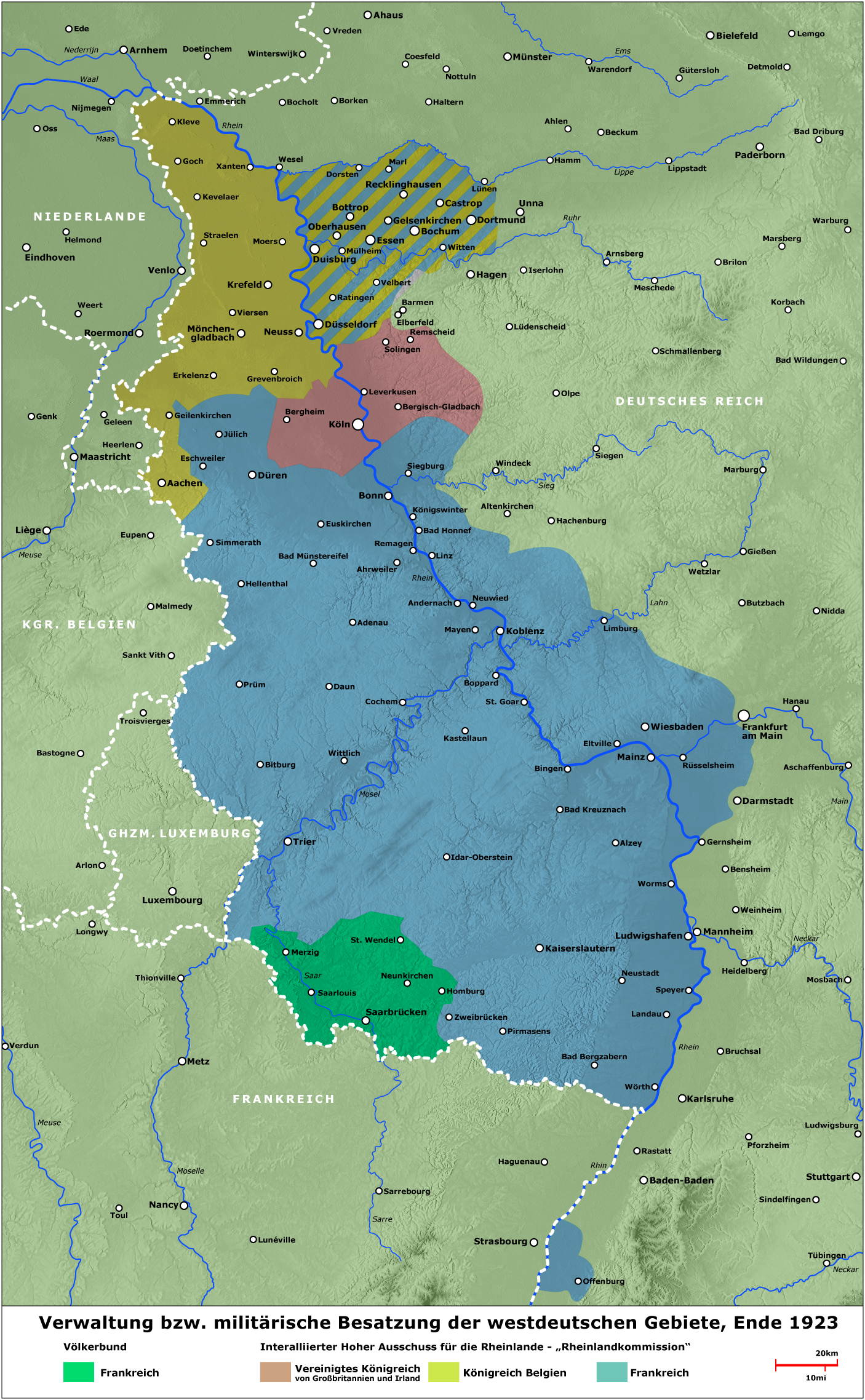
Mapa Nadrenii z zaznaczonymi obszarami zdemilitaryzowanymi i strefami okupowanymi do 1930 przez wojska Ententy

Traktat wersalski – główny traktat pokojowy kończący I wojnę światową, podpisany 28 czerwca 1919 roku przez Niemcy, mocarstwa Ententy, państwa sprzymierzone i stowarzyszone. Dokumenty ratyfikacji złożono 10 stycznia 1920 r. w Paryżu i z tą datą wszedł w życie. Traktat ustalił wiele granic międzypaństwowych w Europie oraz wprowadził nowy ład polityczny.
Traktat wersalski został zawarty podczas paryskiej konferencji pokojowej, trwającej od 18 stycznia 1919 roku do 21 stycznia 1920 r. Brało w niej udział 27 zwycięskich państw. Polska była reprezentowana przez Ignacego Paderewskiego i Romana Dmowskiego. Państwa pokonane w I wojnie światowej (Niemcy, Austro-Węgry, Imperium Osmańskie, Bułgaria) nie zostały dopuszczone do konferencji, a jedynie przedstawiono im traktaty do podpisania.
Rosja Sowiecka również nie została zaproszona, gdyż mocarstwa Ententy nie uznawały rządu bolszewickiego, który w marcu 1918 podpisał w imieniu Rosji separatystyczny pokój z Niemcami (traktat brzeski), co było złamaniem porozumień sojuszniczych w ramach Ententy. W konsekwencji Rosja nie była uznawana za państwo sojusznicze i zwycięskie. Do oficjalnego uczestnictwa w konferencji pokojowej nie zostało dopuszczone również żadne przedstawicielstwo białej Rosji. W konsekwencji Rosja nie była oficjalnie reprezentowana na konferencji pokojowej i nie była stroną traktatów pokojowych.
Po zawarciu traktatu z Niemcami nastąpiło zawarcie dalszych porozumień pokojowych z państwami pokonanymi:
- 10 września 1919 z Austrią w Saint-Germain-en-Laye (traktat pokojowy z Austrią)
- 27 listopada 1919 z Bułgarią w Neuilly-sur-Seine (traktat pokojowy z Bułgarią)
- 4 czerwca 1920 z Węgrami w Trianon(inne języki) (traktat w Trianon)
- 10 sierpnia 1920 z Imperium Osmańskim w Sèvres (traktat w Sèvres).

Językami autentycznymi były francuski i angielski (teksty francuski i angielski będą obowiązującymi), depozytariuszem rząd Francji.
W pierwszej części traktatu (artykuły 1-26), liczącego łącznie 440 artykułów, zapisano powołanie Ligi Narodów, część XIII (art. 387-427) powoływała stowarzyszoną z nią Międzynarodową Organizację Pracy. Dalsze części dotyczyły losów Niemiec.

## Straty terytorialne Niemiec
- Francja odzyskała obszary utracone w 1871 r., tj. Alzację i północno-wschodnią Lotaryngię. Zagłębie Saary miało pozostawać pod zarządem międzynarodowym przez piętnaście lat, po czym plebiscyt miał rozstrzygnąć o jego przynależności do Niemiec lub Francji.
- Belgia uzyskała (zatwierdził to plebiscyt w 1920 r.) dwa pograniczne powiaty dotąd należące do Prus: Eupen i Malmedy, częściowo z ludnością walońską.
- Polska odzyskała znaczną część ziem zabranych jej przez Prusy w I i II rozbiorze: większą część Wielkopolski i znaczną część byłych Prus Królewskich (zwanych pod zaborem: Prusy Zachodnie), z niewielkim jednak dostępem do morza (144 km); ponadto niewielkie fragmenty Dolnego Śląska oraz po plebiscycie na Górnym Śląsku w 1921 r. i III powstaniu śląskim część górnośląskiego zagłębia przemysłowego z Katowicami i Chorzowem.
- Dania uzyskała po plebiscycie przeprowadzonym w 1920 r. północną część Szlezwiku, o zdecydowanej przewadze ludności duńskiej.
- Gdańsk z przyległymi gminami i miastami Oliwą i Sopotem stał się Wolnym Miastem o charakterze odrębnego państwa, ale z włączeniem w skład terytorium celnego Polski i zapewnieniem jej szerokich uprawnień w porcie gdańskim.
- niemieckie terytoria kolonialne rozdzielono pomiędzy zwycięzców i przekazano pod opiekę Ligi Narodów, tworząc tam mandaty typów A, B i C.
- Czechosłowacja uzyskała mały skrawek Górnego Śląska, tzw. Kraik hulczyński, na południe od Raciborza, o ludności złożonej m.in. z tzw. Morawców, mówiących narzeczem czeskim (choć w większości bez czeskiej świadomości narodowej).
- obszar zaniemeński na krańcu Prus Wschodnich z portem Kłajpedą (do 1923 Memel), o ludności mieszanej niemiecko-litewskiej[4], został oddany pod zarząd mocarstw, w praktyce francuski.
- Luksemburg, który do tego czasu wchodził w skład obszaru celnego Niemiec, został z niego wydzielony.
- na terenach wielonarodowościowych miały się odbyć plebiscyty, decydujące o podziale: Górnego Śląska, Warmii, Mazur oraz Szlezwiku.

## Demilitaryzacja Nadrenii
Demilitaryzacja Nadrenii polegała na tym, że na terenie lewobrzeżnej Nadrenii i 50-kilometrowym pasie wzdłuż prawego brzegu Renu zakazano Niemcom posiadania wojsk (art. 43 traktatu).
W części V traktatu nakazano zmniejszenie liczebności armii niemieckiej do 100 tys. żołnierzy oraz zakazano wprowadzania powszechnego obowiązku służby wojskowej (Reichswehra). Miał obowiązywać zakaz wyposażania armii w czołgi i samoloty bojowe. Marynarka wojenna (Reichsmarine) mogła posiadać z większych okrętów jedynie:
- 6 pancerników
- 6 lekkich krążowników
- 12 kontrtorpedowców (niszczycieli)
- 12 torpedowców.

Nie wolno było Reichsmarine posiadać okrętów podwodnych i lotnictwa morskiego. Liczebność personelu marynarki miała być zredukowana do 15 tys. ludzi. W traktacie zapisano, że wymiana okrętów może nastąpić po 15-20 latach od chwili ich zwodowania oraz zapisano limity wyporności nowych okrętów (np. pancerniki – 10 000 t, krążowniki – 6000 t). Pozostawiono jednocześnie Niemcom jedynie przestarzałe pancerniki (typów Braunschweig i Deutschland) i krążowniki.
Fortyfikacje na granicy zachodniej musiały zostać zniszczone, na pozostałych zakazano wznoszenia nowych (art. 180).

## Ciężary ekonomiczne nałożone na Niemcy
Na konferencji zapadła jedynie decyzja, że po raz pierwszy w historii reparacje wojenne zostaną wypłacone jako rekompensata za faktycznie poniesione w wyniku działań wojennych straty. Oszacowanie ich wysokości oraz możliwości płatniczych Niemiec pozostawiono Komisji Odszkodowań, która zakończyła swoją pracę w maju 1921, ustalając ich wysokość na 132 mld marek w złocie (co odpowiadało 33 mld dolarów i nieco ponad 3% PKB Niemiec rocznie), płatnych przez 50 lat. Była to suma nierealistycznie wysoka, głównie dzięki staraniom Francji, która widziała w reparacjach środek hamowania wzrostu potęgi gospodarczej Niemiec, których rewanżyzmu obawiała się przez cały okres międzywojenny. Mimo początkowej determinacji francuskiej, by je wyegzekwować (okupacja zagłębia Ruhry w styczniu 1923), ostatecznie spłacone zostały dopiero w 2010 roku. Na ich redukcji zależało głównie USA, które, w przeciwieństwie do Francji, środek utrzymania pokoju w Europie widziały w silnych gospodarczo Niemczech (plany Dawesa i Younga – redukcja niemieckiego zadłużenia).

## Zobowiązania polityczne
- Niemcy zobowiązały się do poszanowania suwerenności Austrii i wyrzekały się zamiarów Anschlussu.
- Niemcy uznały niepodległość Czechosłowacji i Polski.

## Rzeki
W Wersalu za międzynarodowe uznano następujące rzeki:
- Łaba począwszy od ujścia Wełtawy i Wełtawa do Pragi
- Odra od ujścia Opawy
- Niemen od Grodna
- Dunaj.

Ponadto zagwarantowano wolność przepływu przez Kanał Kiloński dla statków handlowych i pasażerskich oraz okrętów wojennych państw „będących w pokoju z Niemcami” (art. 380-386 traktatu).
14 listopada 1936 rząd niemiecki oświadczył, że nie uznaje już za obowiązujące postanowień traktatu wersalskiego o umiędzynarodowieniu rzek, a 15 stycznia 1937 – postanowień gwarantujących swobodny przepływ okrętów wojennych przez Kanał Kiloński.

## Sankcje

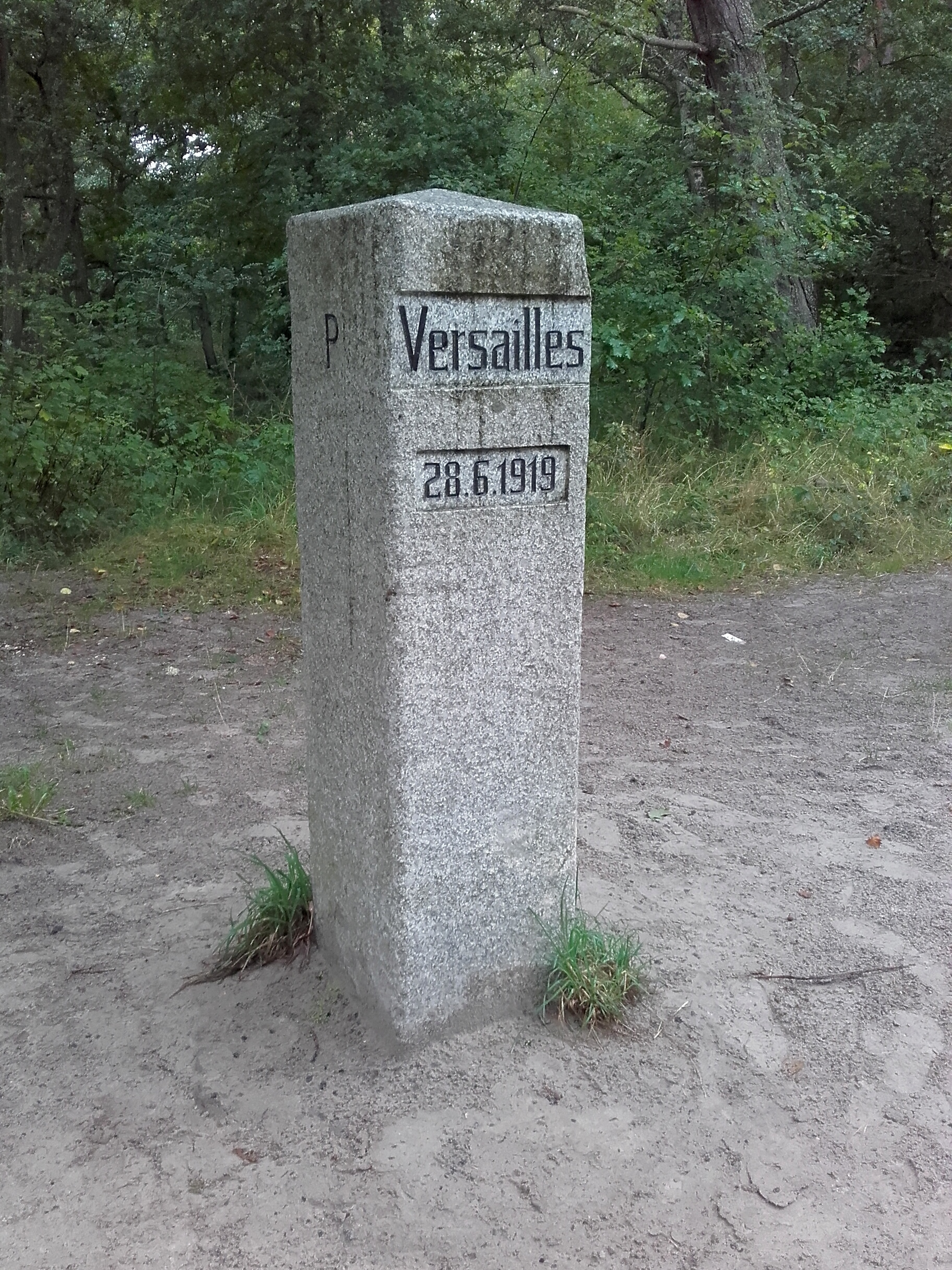
Znak graniczny, określający przebieg granicy polsko-niemieckiej w latach 1919-1939, znajdujący się koło Dębek

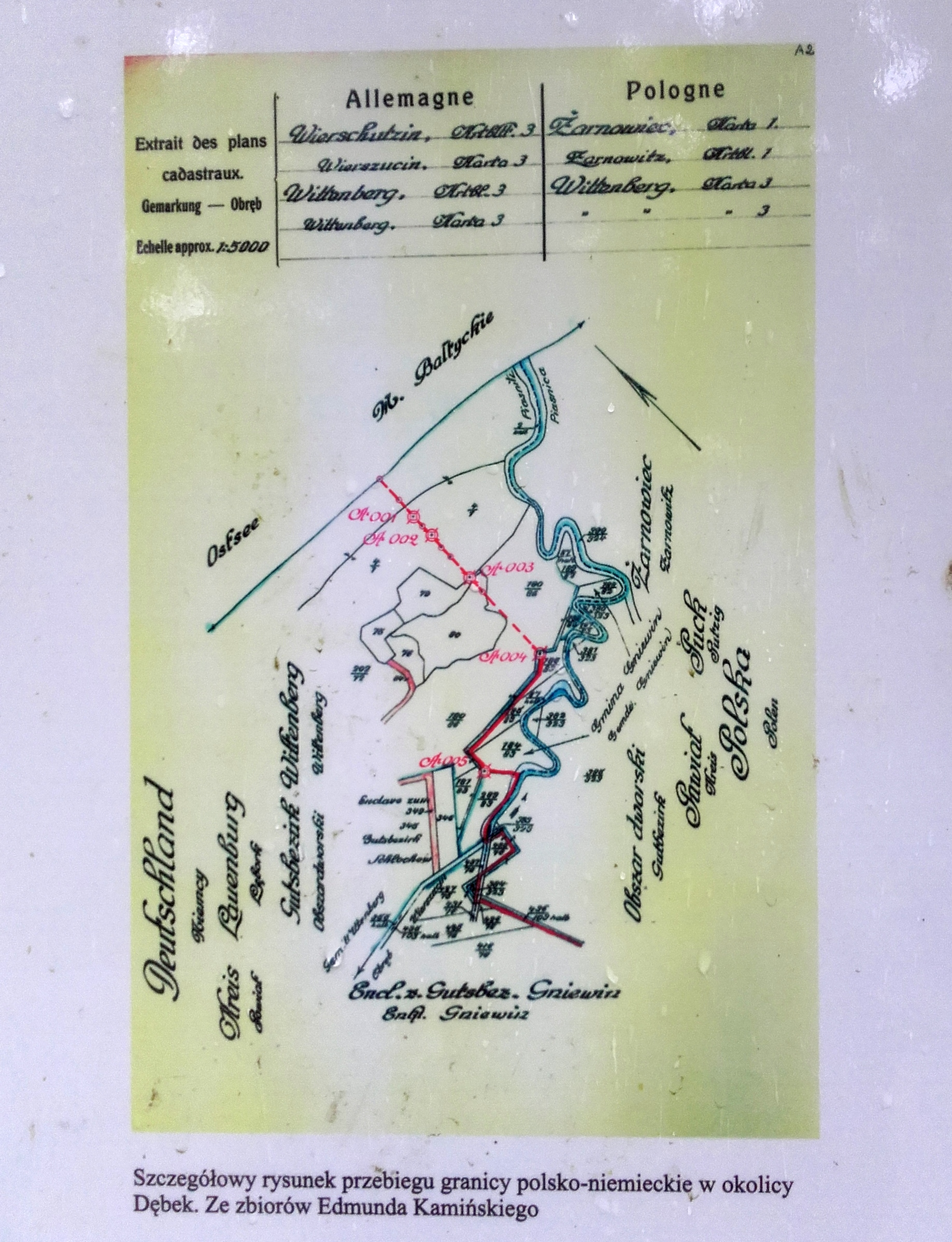
Tablica informacyjna ze szczegółowym planem przebiegu granicy polsko-niemieckiej w latach 1919-1939, przedstawiająca usytuowanie znaków granicznych w okolicach Dębek – rzeka Piaśnica i Morze Bałtyckie

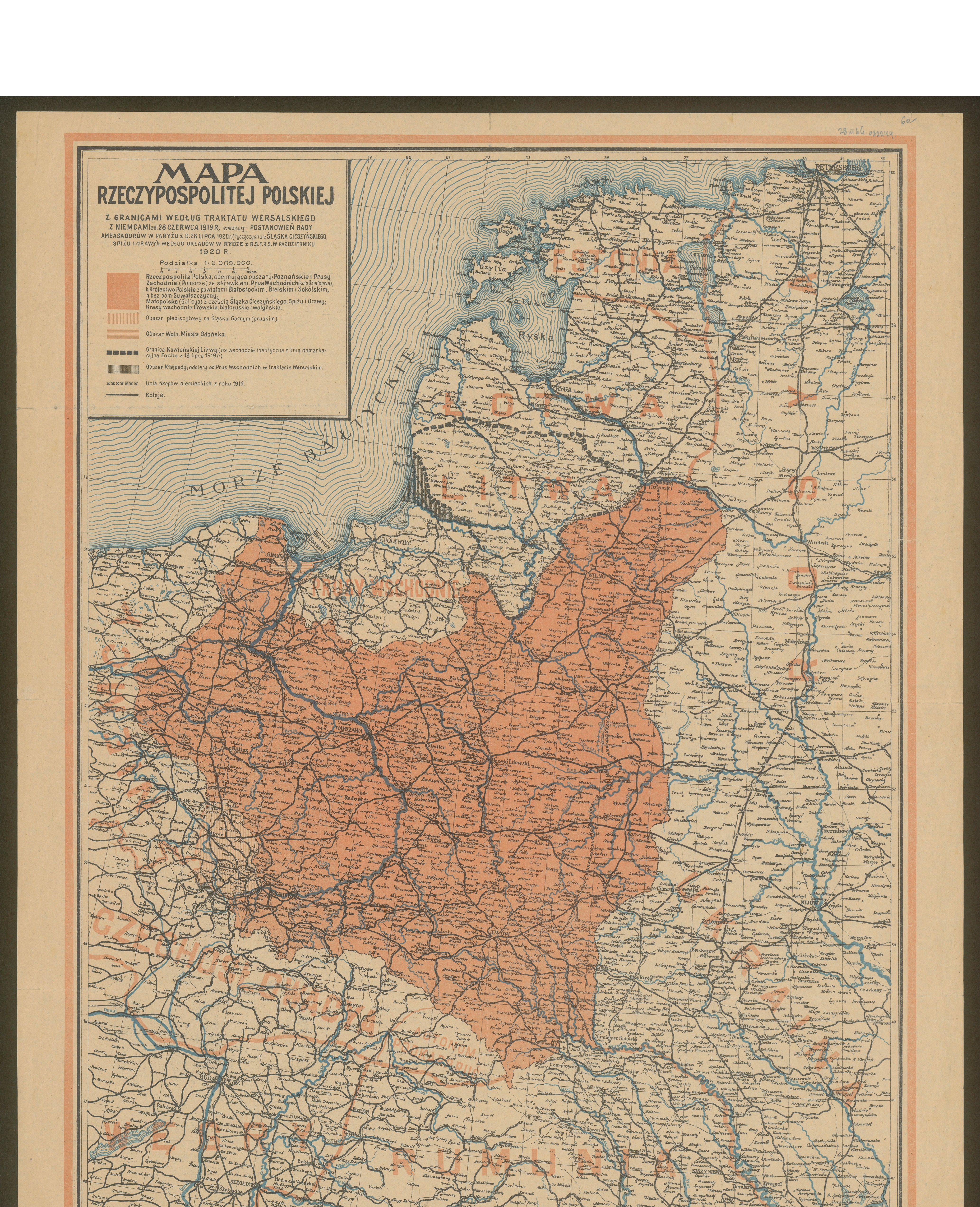
Mapa Rzeczypospolitej Polskiej z granicami według Traktatu Wersalskiego. Oprócz granic Polski widoczny obszar przyszłego Plebiscytu na Górnym Śląsku oraz Wolnego Miasta Gdańsk (Jan Zabiełło 1920).

Zwycięskie mocarstwa postawiły w stan oskarżenia cesarza Wilhelma II za „najwyższą obrazę moralności międzynarodowej i świętej powagi traktatów” (art. 227). Ustanowiono Komitet dla Spraw Odpowiedzialności oraz specjalny trybunał dla oskarżonego byłego władcy, składający się z 5 sędziów ze Stanów Zjednoczonych, Wielkiej Brytanii, Francji, Włoch i Japonii. 16 stycznia 1920 prezydent Francji zwrócił się do rządu Holandii z żądaniem wydania ex-cesarza. Odmowę z 23 stycznia rząd holenderski motywował postanowieniami konstytucji swego kraju (która w artykule 2. stanowi: ekstradycja może nastąpić jedynie na mocy umowy międzynarodowej). Niemcy zostały zobowiązane do przekazania na wniosek mocarstw 895 osób oskarżonych o popełnienie w czasie wojny czynów uznanych za zbrodnicze, „sprzeczne z prawami i zwyczajami wojennymi” (regulowanymi głównie przez IV Konwencję Haską z 1907 o prawach i zwyczajach wojny lądowej, co w Traktacie Wersalskim expressis verbis nie zostało stwierdzone). Oskarżeni o popełnienie czynów przeciwko obywatelom danego mocarstwa mieli być sądzeni przed trybunałem tego państwa (art. 228 i 229). Do ekstradycji nie doszło, tylko 45 niższych rangą oskarżonych odpowiadało przed Sądem Rzeszy w Lipsku (wyroki skazujące były dość łagodne).

## Gwarancje
Tytułem zagwarantowania przestrzegania traktatu przez Niemcy, mocarstwa zachodnie zdecydowały się okupować terytorium Niemiec na zachód od Renu (z kilkoma przyczółkami na wschodzie) na okres od 5 do 15 lat (3 strefy okupacyjne).

## Ocena i następstwa traktatu wersalskiego
Postanowienia traktatu wersalskiego jeszcze przed podpisaniem były kwestionowane przez stronę niemiecką, jako krzywdzące i niewykonalne. Wobec postanowień traktatu dotyczących skali odszkodowań wojennych nałożonych na Niemcy (których spłacanie powinno było zakończyć się ostatecznie w 1983 roku, faktycznie jednak trwało do roku 2010) protest złożył John Maynard Keynes, ekspert delegacji brytyjskiej. W książce The Economic Consequences of the Peace, opublikowanej w kilka miesięcy po podpisaniu traktatu wersalskiego dowodził, że Niemcy nie będą w stanie spłacić olbrzymich roszczeń finansowych, zaś traktat może w konsekwencji w przyszłości obudzić w Niemcach poczucie krzywdy i chęć rewanżu. Po przedstawieniu warunków traktatu w Niemczech podał się do dymisji rząd kanclerza Philippa Scheidemanna (SPD), który odmówił podpisania traktatu (przewidującego wstępnie bezwarunkowe przekazanie Górnego Śląska Polsce).
Rozpad systemu wersalskiego był w dużej mierze wynikiem wycofania się Stanów Zjednoczonych z projektu Ligi Narodów (po wykluczeniu przez prezydenta Wilsona republikanów z amerykańskiej delegacji kongresowej i bezkompromisowego forsowania przez prezydenta ratyfikacji traktatu w Kongresie) i wykluczenia z systemu wersalskiego Niemiec i Rosji Sowieckiej. Państwa te, by przełamać postanowienia traktatu, zawarły układ w Rapallo i do czasu dojścia Hitlera do władzy prowadziły ścisłą współpracę wojskową i polityczną, niezależną od różnicy systemów społeczno-politycznych. Współpraca obejmowała omijanie klauzul traktatu wersalskiego przez Niemcy poprzez produkcję i testy poligonowe na terytorium ZSRR broni zakazanych traktatem (nowe modele samolotów, czołgi, gazy bojowe) z udziałem żołnierzy niemieckich. Był to jeden z czynników umożliwiających szybkie rozwinięcie się potencjału niemieckiego przemysłu zbrojeniowego i rozwój Wehrmachtu po dojściu Hitlera do władzy i oficjalnym odrzuceniu przez Niemcy (omijanych do tej pory nieoficjalnie) ograniczeń traktatowych w zakresie zbrojeń.
Sprzeciw wobec postanowień traktatu wersalskiego wśród Niemców stanowił jedno ze źródeł popularności NSDAP, która w efekcie doprowadziła do objęcia władzy przez Adolfa Hitlera. Wszystkie niemieckie partie polityczne (od DNVP i NSDAP poprzez SPD do KPD) opowiadały się za rewizją traktatu wersalskiego, w szczególności postanowień dotyczących granicy niemiecko-polskiej, żądając przywrócenia granicy Cesarstwa Niemieckiego z 1914 r. – przyłączenia do Niemiec należących zgodnie z traktatem do Rzeczypospolitej terytoriów Pomorza Nadwiślańskiego, Górnego Śląska i Wielkopolski z Poznaniem.
W okresie Republiki Weimarskiej Gustav Stresemann poprzez zbliżenie z Wielką Brytanią, Francją i Włochami, sfinalizowane w traktatach lokarneńskich, próbował uzyskać zgodę mocarstw na rewizję granicy wschodniej Niemiec ustalonej traktatem wersalskim i skrócenie okresu pobytu wojsk okupacyjnych aliantów w Nadrenii.
III Rzesza odrzuciła ograniczenia traktatu w zakresie ograniczenia liczebności Reichswehry i zakazu powszechnej służby wojskowej w roku 1935, złamała postanowienia co do demilitaryzacji Nadrenii w marcu 1936, postanowienia co do granicy niemiecko-austriackiej i zakazu Anschlussu Austrii w marcu 1938.
Układ monachijski z września 1938 za zgodą czterech mocarstw (Wielkiej Brytanii, Francji, Niemiec i Włoch) dokonał rewizji granic Niemiec z Czechosłowacją, przyznając jednocześnie czterostronne gwarancje dla nowych granic Czechosłowacji i jej istnienia.
15 marca 1939 III Rzesza poprzez utworzenie Protektoratu Czech i Moraw, zgodę na secesję Słowacji i aneksję Ukrainy Karpackiej przez Węgry unieważniła jednostronnie układ monachijski. Równolegle nastąpiła aneksja okręgu Kłajpedy przez Niemcy.
Próba rewizji postanowień traktatu wersalskiego w odniesieniu do statusu Wolnego Miasta Gdańska i granicy niemiecko-polskiej zakończyła się agresją Niemiec na Polskę 1 września 1939 i rozpoczęciem II wojny światowej. 3 września 1939 Wielka Brytania i Francja wypowiedziały wojnę III Rzeszy.
17 września 1939 ZSRR (kontynuacja Rosji sowieckiej) dokonał zbrojnej agresji na Polskę, w wykonaniu postanowień paktu Ribbentrop-Mołotow. 28 września 1939 III Rzesza i ZSRR dwustronnym traktatem o granicach i przyjaźni ustanowiły wbrew prawu międzynarodowemu granicę na terytorium Polski. W listopadzie 1939 ZSRR dokonał agresji na Finlandię i został wykluczony z Ligi Narodów, co było ostatnim istotnym postanowieniem Ligi Narodów jako organizacji międzynarodowej. Był to ostateczny koniec systemu porozumień międzynarodowych ustalonych traktatem wersalskim, określanych jako ład wersalski.

## Sejm RP
Sejm RP, 1 lipca 2009, przyjął uchwałę w sprawie traktatu wersalskiego autorstwa Bogusława Kowalskiego. W uchwale, przyjętej przez aklamację, posłowie złożyli hołd „wszystkim Polakom zaangażowanym w walce o polską sprawę w czasach zaborów oraz w trakcie konferencji pokojowej w Paryżu, a w szczególności delegatom pełnomocnym Ignacemu Janowi Paderewskiemu i Romanowi Dmowskiemu”.
Jak podkreślono, podpisy Paderewskiego i Dmowskiego pod dokumentem wersalskim „przypieczętowały powrót Polski na mapę Europy i świata”. „Polska, po 123 latach niewoli, wracała do rodziny niepodległych państw europejskich, mając dostęp do morza i odzyskując ziemie zaboru pruskiego – Wielkopolskę, Śląsk i Pomorze Gdańskie”.
Zaznaczono jednocześnie, że mocarstwa zwycięskiej koalicji „uznawały, że rozbiory Polski były zbrodnią, którą należy raz na zawsze przekreślić”. „To zwycięstwo Polski było możliwe dzięki wieloletnim wysiłkom niepodległościowym wielu środowisk i nurtów politycznych” – napisano w uchwale.
Sejm złożył także podziękowanie „tym wszystkim, którzy przypominają współczesnemu pokoleniu o tym ważnym wydarzeniu”.